# He Zi
He Zi (en chino: 何姿; Baise, 10 de diciembre de 1990) es una deportista china que compitió en saltos de trampolín. Está casada con el saltador Qin Kai.
Participó en dos Juegos Olímpicos de Verano, obteniendo en total tres medallas, dos en Londres 2012, oro en la prueba sincronizada (junto con Wu Minxia) y plata individual, y una de plata en Río de Janeiro 2016 (individual).
Ganó siete medallas en el Campeonato Mundial de Natación entre los años 2007 y 2015. En los Juegos Asiáticos consiguió cuatro medallas entre los años 2006 y 2014.

## Palmarés internacional
| Juegos Olímpicos   | Juegos Olímpicos        | Juegos Olímpicos  | Juegos Olímpicos     |
| Año                | Lugar                   | Medalla           | Prueba               |
| ------------------ | ----------------------- | ----------------- | -------------------- |
| 2012               | Londres (Reino Unido)   | Medalla de oro    | Trampolín 3 m sincro |
| 2012               | Londres (Reino Unido)   | Medalla de plata  | Trampolín 3 m        |
| 2016               | Río de Janeiro (Brasil) | Medalla de plata  | Trampolín 3 m        |
| Campeonato Mundial |                         |                   |                      |
| Año                | Lugar                   | Medalla           | Prueba               |
| 2007               | Melbourne (Australia)   | Medalla de oro    | Trampolín 1 m        |
| 2011               | Shanghái (China)        | Medalla de oro    | Trampolín 3 m sincro |
| 2011               | Shanghái (China)        | Medalla de plata  | Trampolín 3 m        |
| 2013               | Barcelona (España)      | Medalla de oro    | Trampolín 1 m        |
| 2013               | Barcelona (España)      | Medalla de oro    | Trampolín 3 m        |
| 2015               | Kazán (Rusia)           | Medalla de plata  | Trampolín 3 m        |
| 2015               | Kazán (Rusia)           | Medalla de bronce | Trampolín 1 m        |
| Juegos Asiáticos   |                         |                   |                      |
| Año                | Lugar                   | Medalla           | Prueba               |
| 2006               | Doha (Catar)            | Medalla de plata  | Trampolín 1 m        |
| 2006               | Doha (Catar)            | Medalla de plata  | Trampolín 3 m        |
| 2010               | Cantón (China)          | Medalla de oro    | Trampolín 3 m        |
| 2014               | Incheon (Corea del Sur) | Medalla de oro    | Trampolín 3 m        |